# Marfontaine
Marfontaine è un comune francese di 82 abitanti situato nel dipartimento dell'Aisne della regione dell'Alta Francia.

## Monumenti e luoghi d'interesse
Nel comune di Marfontaine si trovano:
- La chiesa di San Giovanni, risalente al XIV secolo
- Il castello, costruito nel 1619 da Margherita di Beaumont

## Società

### Evoluzione demografica
Abitanti censiti